# Muhamed Kizito
Sande Muhamed Kizito (ur. 17 października 1974) – ugandyjski bokser, złoty medalista igrzysk afrykańskich w Johannesburgu.

## Kariera amatorska
W 1999 roku zdobył złoty medal podczas igrzysk afrykańskich w Johannesburgu. W finale jego rywalem był bokser z RPA Phumzile Mathyila, którego pokonał na punkty (15:3). Dzięki temu zwycięstwu zakwalifikował się na igrzyska olimpijskie w Sydney.
W 2000 roku startował na igrzyskach olimpijskich w Sydney. Kizito odpadł już w 1 rundzie, przegrywając (9:3) z Litwinem Ivanasem Stapovičiusem.